# Das Herz von Jenin
Das Herz von Jenin ist ein Dokumentarfilm von Marcus Vetter und Leon Geller aus dem Jahr 2008. Der Film erzählt die Geschichte des Palästinensers Ismail Khatib aus Dschenin, der die Organe seines von israelischen Soldaten erschossenen Sohnes an israelische Kinder spendete. Im April 2010 erhielt „Das Herz von Jenin“ den Deutschen Filmpreis als Bester Dokumentarfilm. Der Film ist außerdem Ausgangspunkt des Projekts Cinema Jenin.

## Inhalt
„Das Herz von Jenin“ erzählt die wahre Geschichte von Ismael Khatib aus dem Flüchtlingscamp von Dschenin im nördlichen Westjordanland. Sein 11-jähriger Sohn Ahmed wird im Jahr 2005 wegen einer täuschend echt aussehenden Spielzeugwaffe und der damit einhergehenden Verwechslung mit einem bewaffneten Palästinenser von Schüssen israelischer Soldaten tödlich am Kopf getroffen; die Ärzte im Krankenhaus von Haifa können nur noch seinen Hirntod feststellen. Ismael Khatib muss entscheiden, ob die Organe seines Sohnes gespendet werden sollen. Mit seiner Entscheidung (seine Frau ist auch einverstanden) beweist er Menschlichkeit im Moment seines größten Schmerzes. Der Palästinenser ermöglicht dadurch mitten im Nahostkonflikt israelischen Kindern das Weiterleben.
Der Film begleitet Ismael Khatibs Besuche bei drei Familien, deren Kinder dank Ahmeds Organen gerettet wurden. Die unterschiedlichen Begegnungen – mit einer jüdisch-orthodoxen, einer Drusen- und einer Beduinenfamilie, aber auch mit Soldaten am Checkpoint – spiegeln immer auch die Situation in der konfliktbelasteten Region wider.

## Produktion
Der Film ist eine Koproduktion von Eikon Südwest in Zusammenarbeit mit SWR, arte und Filmperspektive sowie der israelischen Firma Mozer Film und wurde durch die MFG Filmförderung Baden-Württemberg gefördert. Der Film kam am 7. Mai 2009 in die deutschen Kinos mit deutschen Untertiteln.

## Rezeption
Sowohl der Film selbst als auch Ismail Khatibs Entscheidung 2005, die Organe seines getöteten Sohnes zu spenden, trafen weltweit auf breites Interesse.

### Kritiken in deutschen Medien
Die Süddeutsche Zeitung schrieb: „[…] Eine Reise durch besetzte Gebiete und mit Vorurteilen besetzte Herzen – und die Geschichte eines Mannes, der nicht mehr mit Gewalt gegen seine Feinde kämpft, sondern sie durch seine Menschlichkeit verwirrt. […] „Das Herz von Dschenin“ verbindet Ismael Khatibs persönliche Geschichte auf geschickte Weise mit dem politischen Hintergrund: Man sieht Bilder eines palästinensischen Selbstmordanschlags, die zerstörten Häuser von Dschenin nach einer israelischen Militäraktion. Auf beiden Seiten verzweifelte Menschen, die vor dem Nichts stehen.“
Deike Diening schrieb im Tagesspiegel zu dem Fall:

„...eine unhintergehbare gute Tat, die für mehr Irritation gesorgt hat, als es ein Selbstmordattentat je könnte. Trotzig steht sie über der brutalen Logik des Konflikts und ist dabei genauso bezwingend: Die Kinder mit den neuen Organen laufen wirklich herum, die Geste lässt sich nicht wegdiskutieren. Auch die politischen Feinde müssen sie anerkennen. Es ist nicht unmöglich, dass sogar die Wut des Ismael Khatib über den Tod seines Kindes in dieser Geste enthalten ist.“

Gutachten der Filmbewertungsstelle, Verleihung des Prädikats „besonders wertvoll“: „Von Anfang an begleiten der deutsche Regisseur und sein israelischer Kollege diese außergewöhnliche Geschichte und bilden damit gleichzeitig einen Querschnitt verschiedener Lebenswirklichkeiten im Krisengebiet zwischen Militärpräsenz und kulturellen Vorurteilen ab. Ein bewundernswertes, humanes und politisch hochaktuelles Plädoyer, das seine Wirkung nicht verfehlt! Absolut sehenswert.“

### Kritiken in israelischen Medien
Die liberale israelische Zeitung Ha'aretz schrieb: „Of the hundreds of tragic tales of children killed during decades of Israeli-Palestinian conflict, Ahmed Khatib's must rank among the most remarkable. […] One of its most touching, and disappointing, sequences is toward the end of the film, when, two years after Ahmed's death, Khatib and his brother embark on a road trip around Israel in a beat-up car to visit the children whose lives they saved. The climax is a confrontation with the Levinson family, who, in an awkward exchange at their Jerusalem home, apologise for their earlier comments and thank Khatib, but betray a deep misunderstanding about life in the occupied West Bank.“
„Von den Hunderten tragischer Geschichten von Kindern, die in Jahrzehnten des israelisch-palästinensischen Konflikts getötet wurden, muss die von Ahmed Khatib als eine der bemerkenswertesten gelten. […] Eine der berührendsten und enttäuschendsten Sequenzen kommt gegen Ende des Films, als zwei Jahre nach Ahmeds Tod Khatib und sein Bruder sich in einem verbeulten Auto aufmachen, um die Kinder zu besuchen, deren Leben sie gerettet haben. Der Höhepunkt ist die Begegnung mit der Familie Levinson, die sich in einem unbehaglichen Austausch in ihrer Jerusalemer Wohnung für ihre früheren Äußerungen entschuldigen und Khatib danken, jedoch ein tiefes Unverständnis vom Leben im besetzten Westjordanland verraten. […]“
Ein Autor der deutsch-israelischen Internetseite Hagalil zu jüdischen Themen kritisierte den Film anlässlich der Uraufführung in Jerusalem: „[…]Der Film ist authentisch, emotional aufgeladen und beeindruckend gut gemacht. […] Ein wirklich guter Film, der gewiss viele Preise erhalten wird. Aber es ist gleichzeitig ein einseitiges propagandistisches Machwerk, dazu geeignet, beim deutschen Publikum antijüdische Gefühle zu schüren. […]“

## Auszeichnungen (Auswahl)
- Publikumspreis des Internationalen Filmfestivals Dubai
- DEFA-Preis des DOKLeipzig Festivals 2008
- Valladolid Internationales Film Festival 2008 – 1. Preis der Sektion „Time of History“
- Publikumspreis „Movies that matter“ 2009 von Amnesty International
- Deutscher Filmpreis 2010 – Bester Dokumentarfilm[8]

## Wirkung
Das internationale Interesse für den Film und Ismail Khatibs Handeln veranlasste die Stadt Cuneo in Italien, ein Jugendzentrum im Flüchtlingscamp von Dschenin zu stiften. An kulturellen Einrichtungen gerade für Jugendliche herrschte in Dschenin einiger Mangel.
Auch Regisseur Marcus Vetter, der sich während des Drehs länger in Dschenin aufgehalten hatte, begann, mit Jugendlichen zu arbeiten und Filmworkshops anzubieten. In Ismail Khatibs Jugendzentrum arbeiteten die Jugendlichen an eigenen Kurzfilmen – und stellten fest, dass es keinen Ort gab, diese zu zeigen. Zusammen mit Ismail Khatib und seinem Übersetzer Fakhri Hamad wurde Marcus Vetter auf das alte Kino im Herzen der Stadt Dschenin aufmerksam, das seit Beginn der ersten Intifada 1987 geschlossen war. So entstand das Projekt Cinema Jenin, das zunächst die Wiedereröffnung des alten Kinos zum Ziel hatte, und mittlerweile zu einem der größten Social-Entrepreneurship-Unternehmen des Westjordanlands angewachsen ist.
2010 wurde Ismail Khatib mit dem Hessischen Friedenspreis im Wiesbadener Landtag ausgezeichnet, erstmals wurde die Ehrung einem einfachen Mann zuteil und keinem der „Weltenlenker“. Die Laudatio hielt der frühere israelische Botschafter in Deutschland, Avi Primor, er schilderte, wie schwer Khatibs Friedensgeste in der angespannten Situation in Israel gewesen sei. „Die meisten hätten an Rache gedacht“, sagte Primor. Diesem Impuls habe Khatib sogar noch widerstanden, als ihn Familien der geretteten israelischen Kinder feindselig empfangen hätten. Primor zitierte jüdische wie islamische Glaubensüberzeugungen, in beiden Religionen heiße es, wer ein Leben rette, rette die ganze Welt. „Fünf Mal haben Sie die Welt gerettet“, Primor beendete seine Rede mit einer schlichten Geste, sein letztes Wort lautete „Shukran“. Es ist Arabisch, Khatibs Sprache, und bedeutet „Danke“.